# والری بونتون
والری بونتون (فرانسوی: Valérie Bonneton‎؛ زادهٔ ۵ آوریل ۱۹۷۰) هنرپیشه اهل فرانسه است. وی از سال ۱۹۹۵ میلادی تاکنون مشغول فعالیت بوده‌است.
از فیلم‌ها یا برنامه‌های تلویزیونی که وی در آن نقش داشته‌است می‌توان به سرنوشت احساساتی، دروغ‌های مصلحتی کوچک، ساعات تابستانی، و خانواده کوچک اشاره کرد.